# Tadeusz Liu Ruiting
Św. Tadeusz Liu Ruiting (chiń. 劉瑞庭達陡) (ur. 1773 r. w Qionglai, Syczuan, w Chinach – zm. 30 listopada 1823 r. w Quxian, prowincja Syczuan) – święty Kościoła katolickiego, chiński ksiądz, męczennik.

## Życiorys
Oboje rodzice Tadeusza Liu Ruiting byli katolikami. Gdy miał 2 lata jego ojciec opuścił dom. Przez to Tadeusz Liu Ruiting żył razem z matką w skrajnym ubóstwie, aż do czasu jej ponownego małżeństwa. Wówczas zamieszkali w gospodarstwie jej nowego męża. Po śmierci matki i ojczyma Tadeusz Liu Ruiting postanowił zostać pomocnikiem księdza. Ksiądz ten nauczył go łaciny, w nadziei, że być może ma on powołanie do kapłaństwa. Następnie wysłał go do seminarium duchownego. Tadeusz Liu przyjął święcenia kapłańskie w wieku 34 lat z rąk biskupa Dufresse. Jego pierwszym przydziałem była praca misyjna w północnowschodniej części prowincji Syczuan i w prowincji Kuejczou. W 1821 r. katolicki renegat doniósł władzom, gdzie są odprawiane msze. Tadeusz Liu został uwięziony razem z 30 katolikami zabranymi z nim w domu jednego z parafian. Po dwóch latach spędzonych w więzieniu został wzięty na męki. Uznano go winnym zdrady, ponieważ był katolickim księdzem. Został skazany na śmierć. Stracono go przez uduszenie 30 listopada 1823 r.

## Dzień wspomnienia
9 lipca w grupie 120 męczenników chińskich.

## Proces beatyfikacyjny i kanonizacyjny
Został  beatyfikowany 27 maja 1900 r. przez  Leona XIII. Kanonizowany w grupie 120 męczenników chińskich 1 października 2000 r. przez Jana Pawła II.

## Źródła internetowe
- Życiorys. chinesemartyrs.org. [zarchiwizowane z tego adresu (2004-01-28)].(ang.)